# Бріганті — Любов і свобода
«Бріганті — Любов і свобода» («Briganti — Amore e libertà») — італійський художній фільм 1993 року, знятий режисером Марко Модуньо, з Клаудіо Амендолою і Монікою Беллуччі в головних ролях.

## Сюжет
1838 року в королівстві Неаполя і двох Сицилій, Малакарне, єгер барона Сан-Джермано, вбиває бандита Карузо. Його вдова народжує Джованні і стає годувальницею Констанци, осиротілої дочки Сан-Джермано. Тринадцять років по тому Джованні і Костанца закохуються.

## У ролях
- Клаудіо Амендола: Джованні
- Моніка Беллуччі: Костанца
- Рікі Мемфіс: Фраппесте
- Тоні Сперандео: Малакарне
- Франческа Антонеллі: Марія, мати Джованні
- Нікола Ді Пінто: Дженнаро Ло Турко
- Дональд О'Брайєн: барон
- Бенедетто Фанна: дядько Рінальдо
- Пінуччо Ардіа: Онезімо
- Марчелло Модуньо: Бруч'апаезе
- Джованні Ч'янфрілья: дядько Пеппе
- Даніеле Ферретті: Капасекка
- Алессандро Тібері: Джованні у віці 12 років
- Лючія Батасса: мати-настоятелька
- Санто Белліна: сержант берсальєрі
- Еліо Чезарі: міський секретар
- Філіппо Конті: Рінальдо у віці 7 років
- Міллі Корінальді: акушерка
- Анна Куомо: Фантеска
- Мауріціо Ді Карміне: Гуальтьєрі
- Марія Крістіна Геллер: сестра Іммаколата
- Самуела Сардо: Костанца у віці 12 років

## Знімальна група
- Режисер: Марко Модуньо
- Сценарій: Марко Модуньо, Фуріо Скарпеллі
- Продюсер: Клаудіо Бонівенто
- Оператор: Клаудіо Коллепікколо
- Композитор: Фабіо Наззоліс, Оскар Пруденте
- Художник: Джанні Сільвестрі, Лучіо Ді Доменіко, Франческа Сарторі
- Монтаж: Карла Сімончеллі